# Stazione di Salice
Stazione di Salice vasútállomás Olaszországban, Casalnuovo di Napoli településen.

## Vasútvonalak
Az állomást az alábbi vasútvonalak érintik:
- Nápoly–Nola–Baiano-vasútvonal

## Kapcsolódó állomások
A vasútállomáshoz az alábbi állomások vannak a legközelebb:
- Stazione di Casalnuovo (Circumvesuviana)
- Stazione di Volla